# Central hidroeléctrica Canutillar
La Central hidroeléctrica Canutillar es una central hidroeléctrica ubicada 50 km al este de la ciudad de Puerto Montt, en la Región de Los Lagos de Chile. La central, construida por Endesa (Chile), usa el agua del Lago Chapo para producir 172 MW de electricidad desde el año 1990. En 2003 fue vendida por Endesa Chile a la empresa Hidroeléctrica Cenelca S.A., filial del Grupo Matte, siendo actualmente de propiedad de Colbún S.A., empresa de generación eléctrica del mismo grupo empresarial.

## Características técnicas
Dispone de una caída máxima de 237,4 m y posee un caudal de diseño de 65 m³/s, lo cual equivale a una potencia de 172 MW para generar una energía media anual de 799 (2008) - 1138 (2007) GWh, producidos por dos turbinas Francis.
La puesta en marcha de la central Canutillar requirió la construcción de obras hidráulicas adicionales en la cuenca del Lago Chapo, con el objetivo de incrementar el volumen de agua disponible para la generación de electricidad de la central en un total de 59 m³/s. Así, se construyó una barrera que detuvo el flujo del río Chamiza (47 m³/s), antiguo desagüe natural del lago, a pocos metros de su nacimiento y justo después de su antiguo encuentro con su tributario río Blanco del sector del mismo nombre, captándose las aguas de este último (4,3 m³/s) hacia el lago Chapo por el antiguo lecho del Chamiza. Del mismo modo, se construyeron túneles de aducción que llevan aguas desde los ríos Lenca (6,7 m³/s) y Pangal (1 m³/s) hasta las cercanías del antiguo nacimiento del río Chamiza.
Además se construyó una línea de transmisión de 60 km entre la central y Puerto Montt. El costo total del proyecto fue de 262 millones de USD en aquella época.

Central hidroeléctrica Canutillar.